# Christendemocratische Partij van Honduras

Logo

De Christendemocratische Partij van Honduras (Spaans: Partido Demócrata Cristiano de Honduras), is een christendemocratische en centrumgerichte partij in Honduras.

## Geschiedenis
De PDCH werd in 1968 opgericht door studenten en boeren als alternatief voor de twee centrumrechtse partijen, Nationale Partij van Honduras (Partido Nacional de Honduras) en de Liberale Partij van Honduras (Partido Liberal de Honduras), die sinds het begin van de twintigste eeuw het politieke landschap domineerden. De PDCH is vanaf haar oprichting gelinkt aan twee grote vakbonden, de Algemene Conferedatie van Werkers (CGT) en de Nationale Boerenvakbond (UNC). De PDCH stond sociale hervormingen voor en tijdens de Amerikaanse militaire aanwezigheid bepleitte de PDCH terugtrekking van de Amerikaanse militairen. De PDCH werd door de bestaande partijen (PNH, PLH) aanvankelijk gezien als een gevaar voor de bestaande orde. Tijdens de militaire dictatuur in de jaren 70 werden verscheidene PDCH'ers ontvoerd.
In 1981 verkreeg de PDCH één zetel in het Nationaal Congres (Congreso Nacional). Jarenlang was Efraín Díaz Arrivillaga het enige congreslid voor de PDCH. Díaz werd later partijvoorzitter van de PDHC. Aan het einde van de jaren 80 probeerden West-Europese Christendemocratische partijen (bijvoorbeeld de CDU) de PDCH, overigens zonder succes, in rechtse richting te stuwen en aan te dringen op een alliantie met de PNH.
Na de congresverkiezingen van 27 november 2001 sloot de PDCH een alliantie met de PNH, waardoor er een PNH/PDCH-meerderheid in het Nationaal Congres verkreeg. De presidentskandidaat Marco Orlandi Iriarte verkreeg 1,0% van de stemmen. Bij de congresverkiezingen van 25 november 2005 won de PDCH één zetel en kwam op 4 zetels. Omdat de PNH verloor kwam er een einde aan de PNH/PDCH-meerderheid in het Nationaal Congres. De presidentskandidaat Juan Ramón Martínez verkreeg 1,4% van de stemmen.

## Zetelverdeling 1981-heden
| Jaar | zetels |
| ---- | ------ |
| 1981 | 1      |
| 1985 | 1      |
| 1989 | 0      |
| 1993 | 1      |
| 1997 | 2      |
| 2001 | 3      |
| 2005 | 4      |

## Verwijzingen
1. 1 2  The Dictionary of Contemporary Politics of Central America en the Caribbean, door: Phil Gunson, Greg Chamberlain en Andrew Thompson, blz. 80 (1991)
2. 1 2 3  idem
3. ↑  Om een voorkomen dat Honduras in links vaarwater terecht zal komen